# 埃爾圖爾馬爾峰
9°31′22″N 70°07′26″W / 9.52285°N 70.1238°W
埃爾圖爾馬爾峰（西班牙語：Pico El Turmal），是委內瑞拉的山峰，位於該國西部特魯希略州，屬於聖多明各山脈的一部分，處於迪尼拉國家公園北面邊界，該山峰海拔高度3,458米。